# Tess Johnson
Pour les articles homonymes, voir Johnson.
Tess Johnson, née le 19 juin 2000, est une skieuse acrobatique américaine. Elle fait partie de l'équipe olympique américaine pour les jeux olympiques d'hiver de 2018 et se qualifie pour la finale dans l'épreuve des bosses,. Elle termine en 12e position.

## Palmarès

### Championnats du monde
- Championnats du monde 2025 à Engadine (Suisse) :
  -  Médaille d'argent en bosses parallèles.

### Coupe du monde
- 10 podiums dont 2 victoires.

#### Détails des victoires
| Saison    | Bosses | Bosses Parallèles | Total |
| 2017-2018 |        | Tazawako          | 1     |
| 2024-2025 | Almaty |                   | 1     |
| Total     | 1      | 1                 | 2     |